# Sollevamento pesi ai I Giochi olimpici giovanili estivi
Le gare di sollevamento pesi ai I Giochi olimpici giovanili estivi sono state disputate al Toa Payoh Sports Hall di Singapore dal 15 al 19 agosto 2010. Sono state assegnate medaglie in sei categorie di peso maschili e in cinque categorie di peso femminili.

## Podi

### Ragazzi
| Evento                  | Oro                 | Perform. | Argento              | Perform. | Bronzo            | Perform. |
| fino a 56 kg (dettagli) | Kim Tuan Thach      | 256      | Jlawu Xie            | 254      | Smbat Margaryan   | 243      |
| fino a 62 kg (dettagli) | LiSong Chol Kim     | 257      | Jose Mena            | 247      | Emre Buyukunlu    | 246      |
| fino a 69 kg (dettagli) | Nijat Rahimov       | 295      | Xingbin Gong         | 293      | Ediel Marquez Ona | 283      |
| fino a 77 kg (dettagli) | Artëm Okulov        | 327      | Chatuphum Chinnawong | 311      | Rustem Sybay      | 285      |
| fino a 85 kg (dettagli) | Georgi Shikov       | 335      | Alexey Kosov         | 334      | Kostyantyn Reva   | 320      |
| oltre 85 kg (dettagli)  | Alireza Kazeminejad | 351      | Gor Minasyan         | 350      | Hassan Mohamed    | 330      |

### Ragazze
| Evento                  | Oro                | Perform. | Argento                | Perform. | Bronzo            | Perform. |
| fino a 48 kg (dettagli) | Yuan Tian          | 190      | Sirivimon Pramongkhol  | 163      | Génesis Rodríguez | 154      |
| fino a 53 kg (dettagli) | Bojanka Kostova    | 192      | Hsing-Chun Kuo         | 174      | Dewi Safitri      | 171      |
| fino a 58 kg (dettagli) | Wei Deng           | 242      | Zulfiya Chinshanlo     | 225      | Racheal Ekoshoria | 190      |
| fino a 63 kg (dettagli) | Zhazira Zhapparkul | 205      | Diana Akhmetova        | 204      | Aremi Fuentes     | 194      |
| oltre 63 kg (dettagli)  | Olga Zubova        | 251      | Chitchanok Pulsabsakul | 251      | Kuk Hyang Kim     | 244      |

## Medagliere
| Posizione | Paese          |    |    |    | Totale |
| --------- | -------------- | -- | -- | -- | ------ |
| 1         | Cina           | 2  | 2  | 0  | 4      |
| 1         | Russia         | 2  | 2  | 0  | 4      |
| 3         | Bulgaria       | 2  | 0  | 0  | 2      |
| 4         | Kazakistan     | 1  | 1  | 1  | 3      |
| 5         | Corea del Nord | 1  | 0  | 1  | 2      |
| 6         | Azerbaigian    | 1  | 0  | 0  | 1      |
| 6         | Iran           | 1  | 0  | 0  | 1      |
| 6         | Vietnam        | 1  | 0  | 0  | 1      |
| 9         | Thailandia     | 0  | 3  | 0  | 3      |
| 10        | Armenia        | 0  | 1  | 1  | 2      |
| 11        | Taipei cinese  | 0  | 1  | 0  | 2      |
| 11        | Colombia       | 0  | 1  | 0  | 1      |
| 13        | Cuba           | 0  | 0  | 1  | 1      |
| 13        | Egitto         | 0  | 0  | 1  | 1      |
| 13        | India          | 0  | 0  | 1  | 1      |
| 13        | Messico        | 0  | 0  | 1  | 1      |
| 13        | Nigeria        | 0  | 0  | 1  | 1      |
| 13        | Turchia        | 0  | 0  | 1  | 1      |
| 13        | Ucraina        | 0  | 0  | 1  | 1      |
| 13        | Venezuela      | 0  | 0  | 1  | 1      |
| Totale    | Totale         | 11 | 11 | 11 | 33     |